# Фредерік II (герцог Гольштейн-Готторпський)
Фредерік II (нім. Friedrich II. von Schleswig-Holstein-Gottorf; 21 квітня 1568 — 15 червня 1587) — 2-й герцог Гоштейн-Готторпу в 1586—1587 роках.

## Життєпис
Старший син Адольфа I, герцога Гольштейн-Готторпу, та Крістіни Гессенської. Народився 1568 року в Готторпі. У 1582 році він вступив до Гайдельберзького університету. У підлітковому віці він отримав посаду каноніка Любекського собору, від якої він відмовився у 1585 році на користь свого молодшого брата Йоганна Адольфа.
1586 року батько планував розділити герцогство між Фредеріком та його братом Філіпом, але не встиг ухвалити рішення, померши в жовтні. Тому усю владу спадкував Фредерік. Його правління тривало менше року — помер у червні 1587 року. Похованов крипі кафедральний собор Св. Петра у Шлезвігу. Спадкував йому брат Філіп.